# Богорія-Гурна
Богорія-Гурна (пол. Bogoria Górna) — село в Польщі, у гміні Здуни Ловицького повіту Лодзинського воєводства.
Населення — 132 особи (2011).

## Демографія
Демографічна структура станом на 31 березня 2011 року:
|          | Загалом | Допрацездатний вік | Працездатний вік | Постпрацездатний вік |
| -------- | ------- | ------------------ | ---------------- | -------------------- |
| Чоловіки | 66      | 9                  | 44               | 13                   |
| Жінки    | 66      | 16                 | 28               | 22                   |
| Разом    | 132     | 25                 | 72               | 35                   |